# Mike Beebe
Mike Beebe (ur. 28 grudnia 1946 w Amagon) – amerykański polityk, członek Partii Demokratycznej. Od 9 stycznia 2007 do 13 stycznia 2015 był gubernatorem stanu Arkansas.

## Życiorys
Pochodzi z rozbitej rodziny, wychowywała go samotna matka (pracująca jako kelnerka), a ojca nigdy nie poznał. W 1968 uzyskał licencjat z politologii na Arkansas State University. W 1972 ukończył prawo na Uniwersytecie Arkansas. Wkrótce potem otworzył praktykę adwokacką w Searcy. W 1982 rozpoczął karierę polityczną, uzyskując mandat w Senacie Arkansas, którego członkiem był przez 20 kolejnych lat. Opuścił Senat dopiero w 2002, gdy został wybrany stanowym prokuratorem generalnym. W 2005 ogłosił zamiar ubiegania się o fotel gubernatora stanu. W przeprowadzonych w listopadzie 2006 wyborach pokonał republikańskiego kandydata Asę Hutchinsona i 9 stycznia 2007 rozpoczął urzędowanie. W wyborach w listopadzie 2010 z powodzeniem ubiegał się o reelekcję, pokonując wystawionego przez Partię Republikańską Jima Keeta, byłego członka obu izb parlamentu stanowego. W 2015 zakończył urzędowanie.
Jest żonaty z Ginger, z którą ma troje dzieci i siedmioro wnucząt. Jest członkiem Kościoła Episkopalnego.